# Hansi Müller
Hans-Peter "Hansi" Müller (* 27. červenec 1957, Stuttgart) je bývalý německý fotbalista, který reprezentoval někdejší Německou spolkovou republiku. Hrával na pozici záložníka.
S německou reprezentací vyhrál mistrovství Evropy roku 1980. Na tomto turnaji byl federací UEFA zařazen do all-stars týmu. Získal též stříbrnou medaili na světovém šampionátu ve Španělsku roku 1982 Hrál i na mistrovství světa 1978. Celkem za národní tým odehrál 42 utkání a vstřelil 5 branek.
S Tirolem Innsbruck se stal dvakrát mistrem Rakouska (1988/89, 1989/90) a dvakrát získal rakouský pohár (1986/87, 1987/88).
V roce 1980 se v anketě o nejlepšího fotbalistu Evropy Zlatý míč umístil na osmém místě, ve stejném roce získal též cenu Bravo (udělovanou italským týdeníkem Guerin Sportivo) pro nejlepšího mladého fotbalistu Evropy.